# Campeonato Timorense de Futebol de 2022-23
A Liga Futebol Timor-Leste 2022-23 foi a 7ª edição oficial do Campeonato Timorense de Futebol, e a sexta no atual formato. Foi organizada pela Federação de Futebol de Timor-Leste e contaria com 10 times participantes na Primeira Divisão.
Planejada, inicialmente, para iniciar-se em dezembro de 2022, a liga foi postergada para fevereiro de 2023, antecipada pela janela de transfência de jogadores entre os clubes.
A primeira partida da temporada foi realizada em 17 de fevereiro, entre as equipas do Porto Taibesse e FC Aitana.
O defensor do título era o Karketu Dili, vencedor da edição 2020-21. A equipa sagrou-se novamente campeã em 28 de abril, ao vencer o Porto Taibesse por 1 a 0, na última rodada. Com o título, qualificou-se para a Supertaça Timorense, o Campeonato de Clubes da ASEAN e a AFC Challenge League de 2024.

## Equipes Participantes
Neste ano, o número de equipas aumentou em relação à última edição do torneio, participando os seis clubes melhores colocados da Primeira Divisão de 2020-21 mais quatro promovidos da Segunda Divisão.
No entanto, antes do início da competição, a equipa do Lalenok United, vice-campeã da edição anterior, anunciou sua desistência da temporada, devido aos problemas financeiros causados pela pandemia de COVID-19,  sendo automaticamente rebaixada e não sendo substituída.
| Clube                   | Município | Cidade   | Em 2020-21                 | Participação | Melhor resultado        |
| ----------------------- | --------- | -------- | -------------------------- | ------------ | ----------------------- |
| Assalam F.C.            | Díli      | Díli     | 5º colocado                | 3ª           | 5º colocado (2020-21)   |
| Atlético Ultramar (P)   | Manatuto  | Manatuto | 4º colocado da 2ª Divisão  | 3ª           | 3º colocado (2018)      |
| Emmanuel FC (P)         | Díli      | Díli     | Campeão da 2ª Divisão      | 1ª           | Estreante               |
| F.C. Académica (P)      | Díli      | Díli     | Vice-campeão da 2ª Divisão | 6ª           | 3º colocado (2005-06)   |
| FC Aitana               | Díli      | Díli     | 6º colocado                | 3ª           | 6º colocado (2020-21)   |
| Karketu Dili F.C. (C)   | Díli      | Díli     | Campeão                    | 6ª           | Campeão (2017, 2020-21) |
| Lalenok United (X)      | Díli      | Díli     | Vice-campeão               | 3ª           | Campeão (2019)          |
| Ponta Leste             | Díli      | Díli     | 3º colocado                | 6ª           | Vice-campeão (2017)     |
| Porto Taibesse (P)      | Díli      | Díli     | 3º colocado da 2ª Divisão  | 4ª           | 3º colocado (2015-16)   |
| Sport Laulara e Benfica | Aileu     | Laulara  | 4º colocado                | 7ª           | Campeão (2015-16)       |

## Sistema de Disputa
Os times jogam entre si em turno único. A equipe campeã será aquela que somar mais pontos nas partidas. Ao final do torneio, as duas piores equipes do campeonato são rebaixadas para a Segunda Divisão, composta por 10 times.

### Critérios de desempate
Ocorrendo igualdade em pontos ganhos entre 2 (dois) ou mais clubes aplicam-se, sucessivamente, os seguintes critérios técnicos de desempate:
- a) maior saldo de gols
- b) maior número de gols marcados
- c) resultados dos confrontos diretos

## Classificação
| #  | Equipa            | J | V | E | D | GP | GC | SG  | Pts | Classificação                           |
| -- | ----------------- | - | - | - | - | -- | -- | --- | --- | --------------------------------------- |
| 1  | Karketu Dili (C)  | 8 | 6 | 0 | 2 | 16 | 7  | +9  | 18  | Qualificado para Copa da AFC de 2023-24 |
| 2  | Emmanuel FC       | 8 | 5 | 0 | 3 | 21 | 10 | +11 | 15  | Salvos                                  |
| 3  | SL Benfica1       | 8 | 5 | 2 | 1 | 13 | 11 | +2  | 17  | Salvos                                  |
| 4  | Ponta Leste       | 8 | 4 | 1 | 3 | 13 | 9  | +4  | 13  | Salvos                                  |
| 5  | Assalam F.C.      | 8 | 3 | 2 | 3 | 11 | 11 | 0   | 11  | Salvos                                  |
| 6  | Atlético Ultramar | 8 | 3 | 2 | 3 | 8  | 9  | −1  | 11  | Salvos                                  |
| 7  | Porto Taibesse    | 8 | 2 | 2 | 4 | 8  | 13 | −5  | 8   | Salvos                                  |
| 8  | Académica         | 8 | 1 | 2 | 5 | 9  | 15 | −6  | 5   | Salvos                                  |
| 9  | Aitana (R)        | 8 | 1 | 1 | 6 | 11 | 25 | −14 | 4   | Rebaixados para 2ª Divisão de 2024-25   |
| 10 | Lalenok (R)       | 0 | 0 | 0 | 0 | 0  | 0  | 0   | 0   | Rebaixados para 2ª Divisão de 2024-25   |

Última atualização em 29 de abril de 2023
Fonte: [carece de fontes?]
Regras para classificação: 1º pontos; 2º saldo de gols; 3º gols pró.
(C) = Campeão; (R) = Rebaixado; (P) = Promovido; (O) = Vencedor do play-off; (A) = Classificado para a próxima fase. 
Somente aplicável se a temporada não tiver terminado: 
(Q) = Classificado para a fase do torneio indicada; (TQ) = Classificado para o torneio, mas não para a fase indicada; (DQ) = Desclassificado do torneio.

1O Sport Laulara e Benfica foi punido com a perda de 3 pontos por não comparecer à partida contra o Karketu Dili em 21 de abril, terminando o campeonato com 14 pontos.

## Premiação
| Campeonato Timorense de Futebol de 2022-23 |
| Timor-Leste                                |
| ------------------------------------------ |
| Karketu Dili F.C. Campeão (3º título)      |

### Segunda Divisão
DIT FC (campeão) e Marca FC (vice) classificaram-se para a Primeira Divisão de 2024-25.

## Ligações Externas
- Liga Timorense - Página oficial no Facebook